# Go (The Chemical Brothers)
Go is een nummer van het Britse dj-duo The Chemical Brothers uit 2015. Het is de tweede single van hun achtste studioalbum Born in the Echoes.

## Achtergrondinformatie
Het nummer werd ingezongen door A Tribe Called Quest-rapper Q-Tip, die tien jaar eerder ook de vocalen op Galvanize verzorgde. Hij staat echter niet vermeld op de credits. Go werd een bescheiden hit in het Verenigd Koninkrijk, waar het de 46e positie bereikte. In Nederland kwam het nummer vooral onder de aandacht van NPO 3FM, dat de plaat tot 3FM Megahit bombardeerde. Desondanks bereikte het de Nederlandse Top 40 net niet; het kwam op de eerste positie in de Tipparade terecht. De Vlaamse Ultratop 50 werd wél bereikt, daar reikte het tot een 24e positie.

## Tracklijst
- Muziekdownload

1. "Go" (clean album version) - 4:24
2. "Go" (radio edit) - 3:35